# PGC 10
PGC 10 е елиптична галактика от каталога PGC, разположена в съзвездието Риби. Радиалната ѝ скорост е +7091 ± 22 км/с.